# آلبرت وولپه
آلبرت وولپه یک شخصیت خیالی است که در فیلم پدرخوانده قسمت سوم محصول ۱۹۹۰ حضور یافت. نقش وی توسط کارمین کاریدی، که نقش کارمین روزاتو را در پدرخوانده قسمت دوم (۱۹۷۴) را بر عهده داشت به تصویر کشیده‌است. وولپه رئیس لباس شیکاگو در دهه ۱۹۷۰ است.

## پدرخوانده قسمت سوم
آلبرت وولپه یکی از اعضای کمیسیون است. او به‌عنوان مردی شناخته می‌شود که چشمش به تجارت‌های بزرگ است، و یکی از بسیاری از افرادی است که با سرمایه‌گذاری در کازینوهای مایکل کورلئونه تلاش کرد ثروتمند شود. مایکل جلسه کمیسیون را در هتلی در آتلانتیک سیتی تشکیل می‌دهد و امپراتوری قمار خود را منحل می‌کند و شرکای خود از جمله وولپه را میلیونر می‌کند.
با این حال، موفقیت وولپه کوتاه مدت است. لحظاتی پس از اینکه مایکل فروش را اعلام کرد، گانگسترانی که برای خانواده کورلئونه کار می‌کنند، به محل یورش برده و همه افراد داخل هتل را به جز مایکل و برادرزاده اش وینسنت کورلئونه کشتند. وولپه نیز به ضرب گلوله کشته شد.